# Rhampholeon viridis
Rhampholeon viridis — вид ігуаноподібних ящірок родини хамелеонових (Chamaeleonidae). Ендемік Танзанії.

## Поширення і екологія
Rhampholeon viridis мешкають в горах Паре на півночі Танзанії. Вони живуть у вологих гірських тропічних лісах, трапляються на узліссях. Зустрічаються на висоті від 1400 до 2100 м над рівнем моря..

## Збереження
МСОП класифікує цей вид як такий, що перебуває під загрозою зникнення. Rhampholeon viridis загрожує знищення природного середовища.